# Гиртоп (Григоріопольський район)
Гиртоп (рос. Гыртоп; рум. Hîrtop) — село в Григоріопольському районі в Молдові (Придністров'ї). Населення становить 910 осіб. Є центром Гиртопської сільської ради. 
Станом на 2004 рік у селі проживало 27,7% українців.